# Rhynchostegium exiguum
Rhynchostegium exiguum là một loài Rêu trong họ Brachytheciaceae. Loài này được (Blandow) Brockm. miêu tả khoa học đầu tiên năm 1870.